# Alexander Peter Stewart
Alexander Peter Stewart (2 octobre 1821 - 30 août 1908) est un officier de carrière de l'United States Army, professeur d'université, et un général de l'armée des États confédérés pendant la guerre de Sécession.

## Avant la guerre
Stewart naît à Rogersville, Tennessee. Il est diplômé de l'académie militaire de West Point en 1842 (12e sur 56 cadets) et est promu second lieutenant dans le 3rd U.S. Artillery. Il démissionne le 31 mai 1845 pour devenir professeur de mathématiques et de philosophie expérimentale à l'université Cumberland à Lebanon, Tennessee, et ensuite à l'université de Nashville dans les mêmes fonctions.

## Guerre de Sécession
Au début de la guerre de Sécession en 1861, bien que profondément engagé dans le parti anti-sécessionniste Whig, Stewart accepte une commission de commandant dans l'artillerie de la milice du Tennessee le 17 mai 1861. Il entre peu après en tant que commandant d'artillerie dans l'armée confédérée le 15 août 1861.
Stewart est nommé brigadier général le 8 novembre 1861 et est affecté au commandement de la 2nd brigade de la 2nd division, dans le district de Columbus District, du département confédéré No 2  (le précurseur du département du Tennessee). Stewart reste à ce poste du 16 novembre 1861 jusqu'en décembre, où sa brigade est transférée à la First Geographical Division du département jusqu'en février 1862. Sa brigade est ensuite brièvement affectée à la division de John P. McCown du département jusqu'à ce qu'elle rejoigne l'armée du Mississippi le 1er avril 1862. La brigade de Stewart est affectée au premier corps de l'armée du Mississippi, sous le commandement du major général Leonidas Polk.
L'armée du Mississippi devient l'armée du Tennessee vers la fin de 1862, et Stewart et sa brigade continue de servir dans le premier corps de cette armée. Il est promu à un commandement divisionnaire et au rang de major général le 2 juin 1863, et il participe à la campagne de Tullahoma cet été là. Il participe à la bataille de Chickamauga en septembre 1863 et est blessé au combat le 19 septembre 1863.
Stewart participe à la campagne d'Atlanta en 1864, et remplace Polk au commandement du troisième corps de l'armée à la mort de ce dernier lors de la bataille de Marietta en juin 1864. Il est nommé lieutenant général à titre temporaire le 23 juin 1864. Stewart participe ensuite à la bataille de Peachtree Creek. Il installe ses quartiers généraux dans la maison du quartier-maître général de Géorgie, Ira Roe Foster. Le marqueur 060-90 de la commission historique de Géorgie, installé sur les lieux, indique : « Site de la maison d'Ira R. Foster qui a été utilisé comme quartier général par le général A. P. Stewart, [CSA] pendant les opérations militaires au nord d'Atlanta, du 16 au 21 juillet 1864. D'ici partaient les ordres pour diriger ses troupes lors de la bataille de Peachtree Creek, le 20 juillet 1864 ». Stewart dirige le troisième corps lors de la bataille d'Ezra Church, où il est blessé au front le 28 juillet 1864.
Stewart continue de diriger le troisième corps pendant la campagne de Franklin-Nashville à l'automne de 1864, participant à la bataille de Franklin en novembre 1864 et à la bataille de Nashville en décembre. Le corps de Stewart s'en sort difficilement le premier jour de la bataille de Nashville, et cède le second jour quand les troupes sur sa gauche sont repoussées de leurs positions. Ce qui reste de l'armée du Tennessee est envoyé dans l'est et combat lors de la campagne des Carolines en 1865, une nouvelle fois placé sous le commandement du général Joseph E. Johnston, qui place l'armée du Tennessee (comprenant moins de 5 000 hommes à ce moment) sous le commandement de Stewart.
L'armée se rend le 26 avril 1865 et Stewart est libéré sur parole à Greensboro, Caroline du Nord le 1er mai 1865.

## Après la guerre
Après la guerre, Stewart s'installe au Missouri en 1869 et devient cadre d'assurance. Il part pour le Mississippi en 1874, où il devient président de l'université du Mississippi jusqu'en 1886. De 1890 à 1908, il est commissaire du parc militaire national de Chickamauga et Chattanooga. Il est blessé lors d'une collision avec un train le 30 mars 1893, et il retourne au Missouri en 1906.
En 1905, Stewart est décrit comme « d'un âge avancé, mais avec un intellect clair » et « grandement intéressé... pendant plusieurs années » par les enseignements de la tour de garde (témoins de Jéhova) ; ce magazine rapporte le baptême de Stewart à la suite d'une conférence de Charles Taze Russell. Russell fera le sermon funéraire de Stewart à St. Louis après sa mort à Biloxi, Mississippi en 1908. Stewart est enterré au cimetière de Bellefontaine, St. Louis, Missouri.